# Virestads församling
För den medeltida församlingen i Lunds stift, se Virestads församling, Lunds stift
Virestads församling var en församling i Allbo-Sunnerbo kontrakt i Växjö stift i Älmhults kommun i Kronobergs län. 
Församlingen uppgick 2018 i Virestad-Härlunda  församling.
Församlingskyrka var Virestads kyrka.

## Administrativ historik
Församlingen har medeltida ursprung. Under medeltiden utbröts Stenbrohults församling.
Församlingen bildade ett eget pastorat till 1995 då den bildade pastorat med Härlunda församling. Församlingen uppgick 2018 i Virestad-Härlunda församling.
Församlingskod var 076503.